# Deutsches Martyrologium des 20. Jahrhunderts
Das Deutsche Martyrologium des 20. Jahrhunderts, auch Martyrologium Germanicum, ist ein hagiographisch-historisches Verzeichnis von Deutschen, die aus römisch-katholischer Sicht als Märtyrer gelten. Es wird im Auftrag der Deutschen Bischofskonferenz (DBK) von Prälat Helmut Moll herausgegeben.

## Entwicklung
Papst Johannes Paul II. war es wichtig, die Erinnerung an die „Märtyrer des christlichen Glaubens“ wachzuhalten. Er nahm während seines Pontifikats 482 Heiligsprechungen und 1338 Seligsprechungen vor. Darunter befinden sich eine große Zahl von Personen, die als Märtyrer ausgewiesen wurden.
In seinem Apostolischen Schreiben Tertio millennio adveniente vom 10. November 1994 zur Vorbereitung auf das Heilige Jahr 2000 führte Johannes Paul II. aus, im 20. Jahrhundert seien „die Märtyrer zurückgekehrt, häufig unbekannt, gleichsam ‚unbekannte Soldaten‘ der großen Sache Gottes“. Er forderte die Ortskirchen auf, alles dafür zu tun, um die Erinnerung an diejenigen, die das Martyrium erlitten hätten, nicht zu verlieren. Auch sei das Zeugnis für Christus bis hin zum Blutvergießen „zum gemeinsamen Erbe von Katholiken, Orthodoxen, Anglikanern und Protestanten geworden“.
1996 betraute die Deutsche Bischofskonferenz den Kölner Diözesanpriester und Historiker Helmut Moll mit der Erstellung eines deutschen Martyrologiums. Moll war ab 1993 bis zu seinem Ausscheiden im Jahr 2004 Konsultor der vatikanischen Kongregation für die Selig- und Heiligsprechungsprozesse. Joachim Kardinal Meisner, der langjährige Vorsitzende der Liturgiekommission der Deutschen Bischofskonferenz, veranlasste, dass jedes deutsche Bistum einen Verantwortlichen für dieses Projekt benannte, der Moll als dem hauptamtlichen Leiter der von der DBK eingerichteten Arbeitsstelle zuarbeitete. Moll gewann außerdem Verantwortliche aus Ordensgemeinschaften, Verbänden und anderen katholischen Zusammenschlüssen. Die 160 Autoren der zwei bis vier Seiten umfassenden Kurzbiographien stammen aus unterschiedlichen Berufs- und kirchlichen Tätigkeitsfeldern. 1999 übergaben Kardinal Lehmann als Vorsitzender der Deutschen Bischofskonferenz und Prälat Moll das Werk in seiner ersten Auflage im Rahmen einer Audienz an Papst Johannes Paul II. Mit der 4. (84 hinzugekommene Lebensbilder, 2006), 5. (76 neue Lebensbilder, 2010) und 6. Auflage (101 Lebensbilder, 2015) wurde es erweitert. Das zweibändige Werk bietet damit nahezu 1000 Lebensbilder von Personen, die nach geprüfter Übereinstimmung mit den lehramtlich verbindlichen Kriterien durch die Autoren und Herausgeber wegen ihres Glaubens einen gewaltsamen Tod erlitten haben und deshalb in das Martyrologium aufgenommen worden sind. Die 7. unveränderte Auflage erschien im März 2019. Im Jahr 2024 wurde die 8., erweiterte und aktualisierte Auflage ausgeliefert. Sie enthält 81 neue Lebensbilder, besonders aus der Gruppe der Märtyrer/innen aus den Missionsgebieten. Ausgewählte Biographien aus dem Abschnitt zur Verfolgung im Nationalsozialismus erschienen im Jahr 2007 in italienischer Sprache unter dem Titel Testimoni di Cristo. Auch eine Übersetzung von Auswahlbiographien aus der 3. Auflage ins Englische war projektiert.

## Gliederung
Die Lebensbilder der Glaubenszeugen wurden vier Bereichen zugeordnet:
1. „Blutzeugen aus der Zeit des Nationalsozialismus“ (416 Personen – gegliedert nach Bistümern, Jurisdiktionsgebieten der Visitatoren und Ordensgemeinschaften),
2. „Blutzeugen aus der Zeit des Kommunismus“ (171 Personen – nach Herkunftsregionen gegliedert),
3. „Reinheitsmartyrien“ (118 Personen – nach inhaltlichen Gesichtspunkten gegliedert und innerhalb der Gruppen regional oder nach Bistümern sortiert),
4. „Blutzeugen aus den Missionsgebieten“ (187 Personen – in chronologischer Folge nach Gemeinschaften gruppiert).

Geplant war ursprünglich, als fünfte Kategorie auch die „Märtyrer in der DDR“ (1945–1989) aufzunehmen. Dieses Vorhaben erwies sich als unrealisierbar, weil kein Fall benannt werden konnte.
Die Opfer des Nationalsozialismus sind nach den heutigen deutschen Bistümern gruppiert, aus deren Gebieten sie stammten. Dort nicht einsortierbare Personen aus Gebieten, die heute zu Russland, Polen oder der Tschechischen Republik gehören, werden den vormals dort bestehenden reichsdeutschen Bistümern zugeordnet (in der Publikation als „Visitaturen“ bezeichnet). Ordensmänner und Ordensfrauen werden getrennt aufgelistet und nach Gemeinschaften geordnet. Die Sektion über die chronologisch weit gefasste „Zeit des Kommunismus“, die von Oktober 1917 bis in die Zeit des Kalten Krieges reicht, teilt ihr Personal in Russlanddeutsche und Donauschwaben ein und listet einige weitere Opfer in zusätzlichen, kleineren Gruppen für Personen aus dem früheren Sudetenland (nach 1945), Albanien und der Slowakei sowie mit Deutschland verbundene Geistliche auf. Die Kategorie der Reinheitsmartyrien bilden einer Erläuterung des das Erzbistum Köln nach „Personen unterschiedlichen Alters, welche aus religiöser Motivation männlichen Angreifern die Stirn geboten und sich mit aller Kraft gegen deren unsittliches Verlangen gewehrt haben, dann jedoch tödlich verletzt wurden“. In diesen Martyrien werde die „göttliche Bestimmung des menschlichen Leibes“ sichtbar, der von Gott geschaffen sei, auf Hingabe und Liebe ziele und nicht zu einem „Objekt der Begierde“ werden dürfe. Sie sind gegliedert in schutzlose weibliche Jugendliche, Ordensschwestern und Frauen aus verschiedenen Ostgebieten gegen Ende des Zweiten Weltkriegs; eine weitere Abteilung behandelt Frauen und Männer, die sich schützend vor bedrohte Frauen stellten und dabei getötet wurden. Die Abteilung der Blutzeugen aus den Missionsgebieten umfasst praktisch nur Ordensleute, die nach chronologischen Gesichtspunkten sowie nach Gemeinschaften gruppiert sind und oft von Autoren besprochen werden, die der jeweiligen Gemeinschaft selbst angehören.

## Aufnahmekriterien
Als Kriterium für die Aufnahme in das Deutsche Martyrologium verweisen die Herausgeber auf den Märtyrerbegriff der Kongregation für die Selig- und Heiligsprechungen. Sie verwenden damit im Prinzip dieselben Kriterien, wie sie von der katholischen Kirche auch bei Selig- und Heiligsprechungen hinsichtlich des Martyriums angewendet werden. Diese gehen auf den italienischen Kanonisten Prospero Lambertini (1675–1758) zurück, den späteren Papst Benedikt XIV. Schon seit der Antike wurden „Heilige“ bzw. „Selige“ den Kategorien der „Märtyrer“ (martires, auch „Blutzeugen“) und der „Bekenner“ (confessores) zugeordnet, wobei Letztere nicht für ihren Glauben getötet worden waren. Lambertini stellte in seinem Werk Opus de servorum Dei beatificatione, et beatorum canonizatione („Über die Seligsprechung der Diener Gottes und die Heiligsprechung der Seligen“) die aus älterer kirchlicher Überlieferung und Lehre übernommenen Maßstäbe für die Anerkennung eines Martyriums zusammen. Dafür zählt Lambertini drei hagiographisch-kanonistische Vorgaben auf, die zugleich erfüllt sein müssen:
- die Tatsache des gewaltsamen Todes (martyrium materialiter),
- das Motiv des Glaubens- und Kirchenhasses bei den Verfolgern (martyrium formaliter ex parte tyranni),
- die bewusste innere Annahme des Willens Gottes trotz Lebensbedrohung (martyrium formaliter ex parte victimae).

Allerdings listet das Martyrologium auch Fälle auf, in denen Abgrenzungsschwierigkeiten bestehen. Das Gros der aufgenommenen Personen wurde von der vatikanischen Kongregation bislang nicht als Märtyrer anerkannt; der Personenbestand der achten Auflage umfasst 45 Selige und eine Heilige (Edith Stein).
Was das Kriterium der deutschen Volkszugehörigkeit angeht, wurden auch Angehörige deutscher Minderheiten in Osteuropa, dort tätige deutsche Ordensmitglieder und andere deutschstämmige oder mit Deutschland verbundene Märtyrer aufgenommen. Insbesondere unter den „deutschsprachigen Märtyrern des Kommunismus“ versammelt das Verzeichnis nach den Worten des Herausgebers Helmut Moll in einem Interview aus dem Jahr 2015 im Wesentlichen „Volksdeutsche (Russlanddeutsche und Donauschwaben)“. Die Einschlusskriterien hatte bereits die katholische theologische Zeitschrift Die Neue Ordnung 2005 in einer Abhandlung über das deutsche Martyrologium aufgewiesen: Die Dargestellten seien „Blutzeugen deutscher Zunge (die Rußlanddeutschen und Donauschwaben sind Volksdeutsche) […]. Sie entstammen dem Territorium des damaligen Deutschen Reiches oder lebten als Priester und Ordensleute im Ausland bzw. in Missionsländern“. Der Attribuierung „deutsch“ des Martyrologiums liegt mithin der genetische Volksbegriff für „ethnische Deutsche“ zugrunde.
Die Aufnahme österreichischer NS-Opfer, auf die eine österreichische Rezension hinweist, sowie solcher aus den von 1940 bis 1944 dem Deutschen Reich angeschlossenen ostbelgischen Gebieten Montzen, Eupen-Malmedy und St. Vith, auf die ein belgischer Rezensent kritisch verweist, folgt der historischen deutschen Verwaltungsstruktur bis 1945.

## Ökumenische Dimension
Papst Johannes Paul II. wies in seinem Apostolischen Schreiben Tertio millennio adveniente ausdrücklich auf die ökumenische Dimension des Märtyrergedenkens hin. Das Zeugnis für Christus bis hin zum Blutvergießen sei ein gemeinsames Erbe der verschiedenen christlichen Denominationen. Bei der Pflege der Erinnerung an die Märtyrer gehe es daher auch um einen „Ökumenismus der Heiligen“; die Gemeinschaft der Heiligen spreche mit lauterer Stimme als die Urheber von Spaltungen. In ähnlichem Sinne sprach auch Papst Franziskus von einer „Ökumene des Blutes“, die in der Verfolgung von Christen in vielen Teilen der Welt offenbar werde.
Aus diesem Verständnis heraus listete das deutsche Martyrologium in der Abteilung für die Opfer des Nationalsozialismus von Anfang an auch fünf Nichtkatholiken auf, allerdings nicht in Einzelartikeln, sondern „ökumenischen Gruppen“, d. h. Sammelartikeln, die ihr Schicksal neben dem von Katholiken behandeln, mit denen sie zusammengearbeitet haben. Es handelt sich um vier Protestanten und einen Orthodoxen: Dietrich Bonhoeffer, die Geschwister Scholl, Alexander Schmorell von der Weißen Rose und der evangelische Pastor Karl Friedrich Stellbrink. Aufgrund dieser Verbreiterung wird dem Werk „auch eine gewisse ökumenische Dimension“ bescheinigt, die es auch selbst für sich in Anspruch nimmt. Ein evangelischer Rezensent weist darauf hin, dass in den erweiterten Auflagen des Martyrologiums noch ein fünfter evangelischer Christ erwähnt sei (Helmut Himpel), und bewertet den schon im Klappentext erhobenen ökumenischen Anspruch des Werks angesichts der geringen Zahl der behandelten Nichtkatholiken als „dann doch ein bisschen peinlich“. Auch konfessionelle Polemik Molls, der in seiner Einführung konstatiert, märtyrerhaftes Verhalten sei in der Bekennenden Kirche nur die Ausnahme gewesen, während er für die römisch-katholische Kirche im Nationalsozialismus keine solche Aussage trifft, trüben das Bild. Himpel war der Verlobte von Maria Terwiel aus dem Umkreis der Roten Kapelle, die als einziges katholisches Mitglied des kommunistisch-sozialdemokratischen Widerstands gegen den Nationalsozialismus aufgeführt ist, dem der mit Abstand größte Teil der aus weltanschaulichen Motiven verfolgten NS-Opfer zugerechnet wird. Völlig fehlt eine ökumenische Dimension schließlich im zweiten Teil über die Opfer aus der Zeit des Kommunismus in Südosteuropa, der überhaupt keine nichtkatholischen Christen (etwa Rumäniendeutsche) und auch unter den Katholiken fast ausschließlich Kleriker und Ordensleute und bis auf eine Ausnahme keine einfachen Gläubigen aufführt.

## Rezeption
Eine laufend ergänzte Zusammenstellung von Rezensionen durch das Erzbistum Köln möchte zeigen, dass das Martyrologium in katholischen Medien durchweg eine positive Resonanz fand. Der luxemburgische Liturgiewissenschaftler François Reckinger, ehemaliger Referent für Fragen der Glaubenslehre im Erzbistum Köln, hob in seiner Besprechung aus dem Jahr 2000 besonders die Kategorie der „Märtyrer der Reinheit“ hervor, der heute eine wichtige pädagogische Bedeutung zukomme, da „Jugendliche vielfach selbst innerhalb der Kirche lernen“ würden, dass im „Geschlechtlichen nahezu alles erlaubt“ sei. Allerdings kritisierte er ähnlich wie andere Rezensenten eine aus seiner Sicht häufig „schwülstige Sprache“.
Klaus Schatz wiederholte in seiner Rezension der sechsten Auflage aus dem Jahre 2016, was er bereits früher bemerkt hatte, nämlich dass biographisch „durchweg hervorragend“ recherchiert und dokumentiert worden sei und auch „problematische Seiten […] im Einzelfall nicht unterschlagen“ würden. Vor allem bei politischen Kontexten aber sei die von den Kreuzzugspredigten übernommene Vorstellung fragwürdig, dass der im Kreuzzug Gefallene als Märtyrer sogleich in den Himmel eingehe.
Reimund Haas, ehemaliger Mitarbeiter des Historischen Archivs des Erzbistums Köln, kam in einer Rezension (2000) zu dem Schluss, das Werk sei „epochal“ als ein Beitrag zur katholischen Hagiographie, die wiederum „in der Postmoderne Mitteleuropas abgesehen von kurzfristigen Modewellen einen schweren wissenschaftlichen Stand“ habe. Das liege nicht nur an Vorbehalten der aus der Reformation hervorgegangenen Kirchen, sondern auch an der außerordentlich großen Zahl von Selig- und Heiligsprechungen durch Johannes Paul II.
Kritischer fiel das Urteil des Historikers Ulrich von Hehl aus (2000). Das Sammelwerk vertrete einen „vornehmlich theologisch-pastoralen“ Anspruch. Die Aufnahmekriterien blieben „eigentümlich unbestimmt“. Obwohl sie weit gehalten seien, fehlten zahlreiche Opfer des Nationalsozialismus. Die Defizite in der Literaturliste ließen erkennen, dass keine „systematische Erfassung und Auswertung einschlägiger historischer Forschungsergebnisse“ stattgefunden habe. Von Hehl hob historiographische Fehler und einen „Mangel an Differenzierung“ hervor. Es sei auch die Rolle des katholischen Glaubens als Verfolgungs- und Aufnahmebegründung in Frage zu stellen. Im Nationalsozialismus seien Konvertierte aus der jüdischen Minderheit aus rassischen Gründen, andere vor allem aus politischen Gründen verfolgt worden, die Eigenschaft „katholisch“ sei bei diesen Personen von nachgeordneter Bedeutung gewesen. In Fällen, in denen in der Endphase des Krieges etwa betrunkene Angehörige der Roten Armee, der US-Armee oder anderer alliierter Streitkräfte Vergewaltigungen oder Morde begangenen hätten, würden die Opfer „theologisch überhöht […], um ihre Fälle für das genannte Kategoriensystem gleichsam passförmig zu machen.“ Von Hehl führte an, nicht wenige der aufgeführten Opfer im Nationalsozialismus hätten sich von ihrer Kirche „sehr allein gelassen gefühlt“. Der Inhalt des Werks erschien ihm eher disparat, denn neben „glänzend gelungenen Porträts“ und nicht sehr gelungenen „redlichen Bemühungen“ stünden Texte, „die eher dem Genre hagiografischer Erbauungsliteratur zuzurechnen“ seien.
Auch der evangelische Theologe und Kirchenhistoriker Thomas Martin Schneider (Universität Koblenz-Landau), der seine Rezension 2016 nach dem Erscheinen der sechsten Auflage des deutschen Martyrologiums veröffentlichte, kritisiert die exkulpierende Tendenz der Darstellung, insoweit Moll das Versagen der Kirche im Nationalsozialismus durch die Schicksale der Opfer aufzuwiegen versucht und dabei die Urteile der Forschung zum Verhalten der katholischen Kirche in der NS-Zeit unerwähnt lässt. Trotz der beeindruckenden Fülle des zusammengetragenen biographischen Materials und der vielen berührenden Schicksale hält Schneider das Werk aus wissenschaftlich-historischer Sicht für kaum verwertbar, weil es oft ein Bild völlig makelloser Viten vermittelt, diese in ein eher hinderliches System von Kategorien und Kriterien einpasst, biographische Brüche oder ambivalente Charakterzüge ausspart und Lücken in den Quellen durch erbauliche Vermutungen ausfüllt. Kein Verständnis hat der Rezensent auch für die seiner Ansicht nach auch für Katholikinnen und Katholiken schwer nachvollziehbare Rigorosität, mit der die Jungfräulichkeit in den sogenannten Reinheitsmartyrien verabsolutiert wird. Vergewaltigungsopfern, die sich aus Todesfurcht nicht hartnäckig genug gegen ihre Vergewaltigung wehrten oder ihre Entjungferung nicht verhindern konnten, werde implizit eine Mitschuld beigemessen und von Moll sogar ausgesprochenerweise eine Sünde unterstellt. Auch seien vermutlich wegen dieser Fokussierung auf weibliche Reinheit keine männlichen Missbrauchsopfer in dem Martyrologium verzeichnet.
Der Stauffenberg-Biograph Ulrich Schlie erwähnt die siebte Auflage des deutschen Martyrologiums lobend in einem Rezensionsessay über Neuerscheinungen zum Themenbereich des religiös motivierten Widerstands gegen das NS-Regime aus dem Jahr 2019 und hebt hervor, dass die schiere Menge der zusammengestellten Lebensbilder den großen Anteil der Christen verdeutliche, die wegen ihrer Treue zum Evangelium in Konflikt mit der nationalsozialistischen Diktatur gerieten, und „die Dimension der nationalsozialistischen Christenverfolgung vor Augen führt“. Er würdigt das Martyrologium als „beeindruckende Dokumentationsleistung der einzelnen Ortskirchen“ und bescheinigt der siebten Auflage, auch neueste Forschungsergebnisse zu berücksichtigen. Schon früher wurde angemerkt, dass der Nutzen des Werkes vor allem in der einzigartigen Zusammenstellung von biographischen Informationen über Personen bestehe, die über ihr unmittelbares Wirkungsfeld hinaus vielfach kaum bekannt oder weitgehend vergessen sind, sodass man oft selbst für biographische Erstinformationen ohne das Martyrologium auf die Nutzung entlegener und sehr schwer zugänglicher Informationsquellen angewiesen wäre.
Mehrere Besprechungen heben die unerwartet große Resonanz hervor, auf die das Werk von Anfang an beim Publikum stieß. Die 1800 Exemplare der ersten Auflage, die rechtzeitig bereits ein Jahr vor dem angestrebten Erscheinungstermin im Heiligen Jahr 2000 auf den Markt kam, waren innerhalb weniger Tage vergriffen, was im Jahr 2000 zur unveränderten zweiten Auflage führte. Eine dritte, durchgesehene Auflage erschien 2001 und war Anfang 2006 erneut vergriffen, so dass bis kurz nach Ende des Pontifikats von Johannes Paul II. bereits 7000 Exemplare des deutschen Martyrologiums verkauft worden waren. Zwischen 2006 und 2015 erfolgte die Veröffentlichung der durch neue Lebensbilder sukzessive stark erweiterten Auflagen vier bis sechs. Die Ergänzungen waren vielfach durch Bitten von außen um Aufnahme zusätzlicher Glaubenszeugen veranlasst, was ebenfalls als Indiz für den Erfolg des biographischen Sammelwerks gewertet wird. Kritik erfuhr die technische Umsetzung, da die hinzugekommenen Biographien zunächst in Form eines separaten Anhangs an den bestehenden Umfang angefügt und erst mit der sechsten Auflage in den systematischen Teil des Bestands integriert wurden. Auch dies kann als Zeichen für die Eile der Herausgeber gedeutet werden, der Nachfrage beizukommen. Die Behebung dieses Problems 2015 führte dazu, dass die sechste Auflage, mit der auch das Quellen- und Literaturverzeichnis angepasst wurde, einen erheblichen Gewinn an Benutzerfreundlichkeit mit sich brachte. Positiv wird dazu vermerkt, dass sich die neu aufgenommenen Märtyrerbiogramme anders als die alten, fast alle unverändert aus den Vorauflagen übernommenen Lebensbilder auf teilweise sehr aktuelle, bis ins Jahr 2014 reichende Literatur stützen. M. Rabbe hob in seiner Rezension im Februar 2021 die umfassende Sicht des Werkes hervor, die das Schicksal der einzelnen Personen ehrt und die ökumenische Dimension des Martyriums festhält.
Der Schülerkreis Joseph Ratzinger/Papst Benedikt XVI. traf sich vom 31. August bis 3. September 2017 zu seinem jährlichen Treffen in Rom unter dem Thema Christenverfolgung und Martyrium. Helmut Moll, selbst Mitglied des Schülerkreises, hielt dazu einen Vortrag.
Eine Wanderausstellung mit Materialien aus dem deutschen Martyrologium über „Märtyrer des Erzbistums Köln im 20. Jahrhundert“ stellt das Erzbistum Köln interessierten Kirchengemeinden, Schulen und anderen Einrichtungen leihweise zur Verfügung. Die Darstellung, die dem Publikum bei Einführungsveranstaltungen mit den Gastgebern bisweilen von Prälat Moll persönlich vorgestellt wird, legt den Fokus auf den Personenkreis der Blutzeugen aus der Zeit des Nationalsozialismus.
Der Band über die Märtyrer des Erzbistums Köln mit dem Titel Wenn wir heute nicht unser Leben einsetzen ... erschien im Jahr 2020 in achter erweiterter Auflage. Neu hinzugekommen ist die Biografie des Bauingenieurs Max Zienow (1891–1944), der am 9. Oktober 1944 im Zuchthaus Brandenburg-Görden hingerichtet wurde.
S. Hartmann stellte im Jahr 2019 in der Zeitschrift Forum Katholische Theologie die siebte, überarbeitete und aktualisierte Neuauflage vor.
M. Rabbe verfasste im Jahr 2021 eine Rezension, die die mit der Katholischen Arbeitnehmerbewegung (KAB) in Verbindung stehenden Personen herausstellte.
A. Sterbling publizierte im Jahr 2021 in der Zeitschrift für Balkanonolgie eine Besprechung der aktuellen Auflage des Martyrologiums. Sie hebt die Opfer der Verfolgungen im östlichen und südöstlichen Europa und insbesondere bei den Donauschwaben hervor.
Anfang des Jahres 2024 wurde die achte, erweiterte und aktualisierte Auflage des deutschen Martyrologiums des 20. Jahrhunderts mit 81 neuen Lebensbildern ausgeliefert. Dazu erschien als Handreichung ein Kalendarium, das alle Märtyrer nach dem Todesdatum geordnet zum täglichen Gebrauch vorstellt.

## Ehrungen
Gut aufgenommen wurde das Werk von der Stephanus-Stiftung der Internationalen Gesellschaft für Menschenrechte. Sie vergab ihren Preis 2008 an den Herausgeber Helmut Moll. Das wiederum fand die Zustimmung der Deutschen Vereinigung für eine Christliche Kultur, deren Vorsitzender ein Redakteur der Wochenschrift Junge Freiheit ist.
Im Sommer 2017 erhielt Helmut Moll als Herausgeber des Martyrologiums den August-Benninghaus-Preis, mit dem vor allem seine Arbeit an dem hagiographischen Werk gewürdigt werden sollte. Der Jesuit Benninghaus starb 1942 im KZ Dachau und wurde 2015 in Das deutsche Martyrologium des 20. Jahrhunderts aufgenommen.
Anlässlich seines 75. Geburtstages widmeten Mitarbeiter, Kollegen und Freunde Moll eine Festschrift mit dem Titel Zeugnis für Christus. Der Band erschien in der Schriftenreihe der Gustav-Siewerth-Akademie und wurde Prälat Moll im zeitlichen Zusammenhang mit der Vorstellung der 7. Auflage des Martyrologiums am 9. Juli 2019 von den Herausgebern überreicht.
In Anerkennung seiner Verdienste überreichte der Referent für Liturgie im Sekretariat der Deutschen Bischofskonferenz, Christian Haneder, im Auftrag von Bischof Stefan Ackermann (Trier) Prälat Moll anlässlich seines 80. Geburtstages die neue Geschenkplakette der Deutschen Bischofskonferenz.